# コンスタンティヌス2世
コンスタンティヌス2世（Constantinus II, 316年2月 - 340年春）は、ローマ帝国の皇帝（在位：337年 - 340年）。全名はカエサル・フラウィウス・クラウディウス・コンスタンティヌス・アウグストゥス。

## 略歴
皇帝コンスタンティヌス1世とファウスタ（マクシミアヌス帝の娘）の間に長男（コンスタンティヌス1世には前妻ミネルウィナとの間に長男クリスプスがいる為、コンスタンティヌス1世から見れば次男）として生まれるが、母親は不義密通の罪で処刑された。宦官が取り仕切る宮廷内で他の2人の兄弟とともに育てられる。335年以前に結婚したことが記録から知られている。
337年5月22日に、21歳の時（異説あり）、父コンスタンティヌス1世が死去しその葬儀がコンスタンティノープルで行われたが、滞在地の距離から参加しなかった。葬儀のしばらく後（9月）で、コンスタンティノープルにいる親族は粛清された（首謀者はおそらく次男コンスタンティウス2世）。その後、3人の兄弟は会談を行い、9月9日に揃って即位した。
コンスタンティヌス2世は帝国全土に及ぶ権威を有していたが、実際には3人が独立君主として政治を行った。コンスタンティヌス2世はブリタンニア、ガリア、ヒスパニアを統治していたが、三弟コンスタンス1世に北アフリカの領土の分割を要求した。拒否されたためアルプスを越えて、弟の領土へ攻め込んだ。340年春、北イタリアへ侵攻するが、事前の準備が不十分だったことからアクィレイア近くで行われた戦闘で捕らえられ、殺害された。治世は僅か3年足らずであった。
なお、コンスタンス1世は戦闘自体には直接参戦しておらず、4月9日になって兄コンスタンティヌス2世の死を知らされている。このことからコンスタンティヌス2世は340年4月9日以前に殺害され、没年齢は20代前半から20代半ばと推定される。子孫は残していない。

## 捏造疑惑
『ローマ皇帝群像』によると、コンスタンティヌス2世の祖父コンスタンティウス1世は、ダルダニアから来た貴族エウトロピウスと、皇帝クラウディウス・ゴティクスや皇帝クインティルスの姪にあたるクラウディアとの間に生まれた息子である。しかし歴史家の多くは、この系譜はコンスタンティヌス2世が捏造したもので、地位が高い2人の末裔に見せかけたかったのだろうと考えている。

## 実母と生年に関する異説
一説にコンスタンティヌス2世の実母はファウスタではなく、実父の妾だった女性とも言われている。この場合、コンスタンティヌス2世は非嫡出子となる。また、父の前妻ミネルウィナを実母とし、クリスプスの同母弟とする文献もあるが、歴史家の間では否定的である。いずれにしても、この2つの説を採用する場合、コンスタンティウス2世とコンスタンス1世は異母弟にあたることになる。
また、実母に関する異説と関連するが、コンスタンティヌス2世は317年2月に生まれたと考える学者もいる。この説の場合、コンスタンティヌス2世の弟にあたるコンスタンティウス2世が317年8月7日に生まれている為、ファウスタを実母とすることに疑問が呈されているのである。317年2月に生まれたのであれば、亡くなった時の年齢は23歳となる。また、316年2月生まれ（24歳没）、316年夏（8月）（23歳没）生まれ、314年3月生まれ（25歳没または26歳没）という別説も並立している。